# Actiniopteris semiflabellata
Actiniopteris semiflabellata är en kantbräkenväxtart som beskrevs av Pichi-serm. Actiniopteris semiflabellata ingår i släktet Actiniopteris och familjen Pteridaceae. Inga underarter finns listade.